# Dioclea umbrina
Dioclea umbrina är en ärtväxtart som beskrevs av Adolph Daniel Edward Elmer. Dioclea umbrina ingår i släktet Dioclea och familjen ärtväxter. Inga underarter finns listade i Catalogue of Life.